# Strombiformis californicus
Strombiformis californicus är en snäckart som beskrevs av Bartsch 1917. Strombiformis californicus ingår i släktet Strombiformis och familjen Eulimidae. Inga underarter finns listade i Catalogue of Life.